# Melito (Prignano Cilento)
(Francesco Antonio Ventimiglia, Il Cilento illustrato, 1738-1822, p. 42)
Melito  (pron.: melìto) è una delle frazioni del comune di Prignano Cilento, in provincia di Salerno, assieme a S. Giuliano e allo scomparso villaggio di Poglisi.
Ad avviso del Ventimiglia, l'antico agglomerato rurale noto come Casalis Maleti trarrebbe il proprio nome dall'abbondanza di alberi di melo nel territorio circostante.

## Geografia fisica
(Giuseppe Antonini (barone di S. Biase), La Lucania, Discorsi, 1745, vol. 1, p. 252)
Adagiato sul fianco della collina di Prignano che guarda verso il mare, Melito si trova ad un'altitudine di poco inferiore ai 400 m s.l.m. e dista circa 1 km dal comune capoluogo. La frazione ha mantenuto le caratteristiche tipiche dei villaggi dell'entroterra cilentano: strade strette, archi e palazzetti nobiliari con portali decorati in pietra locale.

## Storia
Come rilevato da Pietro Ebner, il casale di Melito costituì una universitas autonoma sino alla sua aggregazione a Prignano. Probabilmente venne fondato dagli esuli delle località marittime che, per scampare ai Saraceni, si ritirarono sulle alture intorno ad Agropoli. Vi sono divergenze tra gli storici circa le origini dell'agglomerato. Ad avviso di Matteo Mazziotti, infatti, "tutte e tre queste borgate" (Melito, Poglisi e Prignano) "fecero parte della baronia del Cilento soggetta ai Sanseverino, e sono comprese fra quelle ad essi restituite nel 1276" da Carlo II d'Angiò. Viceversa, l'Ebner ritiene che Melito non sarebbe stato ricompreso tra i feudi restituiti dal re alla famiglia Sanseverino; per tale ragione, salvo ritenere che in data 1276 esso non esistesse, sarebbe possibile ipotizzare che fosse unito a Prignano.
Melito viene invece menzionato in tutti i documenti che attestano trasferimenti di feudi dalla metà del XV secolo. Nel 1458 venne infatti venduto da Fabio Prignano a Prospero Lanara, nel 1550 passò a Giovanni Alfonso Samudio, fino ad essere venduto all'aragonese Giovanni Ayerbo, signore di Agropoli. Nel 1564 il feudo di Prignano, comprensivo di Melito, è ceduto al poeta Bernardino Rota, che vi ebbe una "certa giurisdizione". Infine, Pietro Brandolino alienò il feudo a Tommaso Cardone, di origine spagnola, che il 19 marzo 1701 vi ebbe il titolo di marchese. La famiglia Cardone risulta infatti iscritta nel Libro d'oro della nobiltà italiana (1933) col titolo di Marchese di Melito e del Predicato di Prignano (d.m. di riconoscimento 16/10/1893). Durante il Regno delle Due Sicilie il villaggio, unito a Prignano, faceva parte del Circondario di Torchiara, a sua volta incluso nel Distretto di Vallo, subordinato alla Provincia di Principato Citra.

## Monumenti e luoghi d'interesse

### Cappella di Santa Caterina di Alessandria
È l'unica chiesa della frazione, dedicata al culto di Santa Caterina di Alessandria. Si presume sia di origine tardomedievale, ma viene menzionata ufficialmente per la prima volta in un documento del 1516, anno in cui il vescovo di Capaccio attribuì al sacerdote Nicolae De Vitiis l'incarico di amministrare la cappella ed i suoi beni. Pietro Ebner riporta anche un documento del 1583, quando il Commissario Apostolico Silvio Galasso vi fece visita. Da questo, e da altri documenti, sappiamo che in origine aveva soffitto ligneo. Più volte ristrutturata e rimaneggiata, mantiene oggi della sua forma originaria esclusivamente la struttura. All'interno, a navata unica, è un pregevole altare in pietra e calcina, datato 1835, che riporta la seguente iscrizione in latino:
"Novitii Josephi de Divitiis huius casalis Mileti cura ac sollicitudine. Altare hoc restauratum fuit per fabrum Josephum Antonium[…] zia et Stephanum Bonora eiusdem villagii anno reparatae […] MDCCCXXXV". Nella cappella era conservata, quale pala d'altare, una tela del XVII secolo, raffigurante il "Mistico sposalizio di Santa Caterina con Gesù". Il prezioso dipinto è stato poi trasferito presso la Chiesa parrocchiale di Prignano Cilento, dove si trova tuttora; lo si può ammirare in fondo alla navata di sinistra. La statua lignea della Santa è stata acquistata nel 1869.

### Piazzetta detta “della Croce”
Ad un'estremità dello spiazzo noto come “Piazza della Croce” si trova una colonna in pietra locale, sormontata da una croce di ferro, a ricordo di una missione dei Padri Carmelitani nell'anno 1712. Oggi è ridotta in altezza a meno della metà di come era in origine.

### Torre Volpe
Struttura difensiva eretta probabilmente nel corso dell'Alto Medioevo (XI sec.), deve il suo nome alla famiglia nobiliare che ne fu proprietaria, il cui stemma in pietra è ben visibile sulla facciata. Sormontata da una corona di merli, si trova nel nucleo più antico di Melito, nel Vico degli Aranci. A seguito di un attento restauro, oggi la torre è visibile in tutta la sua massiccia struttura.

### Fontana Vecchia
Non ci sono fonti storiche che attestino l'origine di quella che viene chiamata la "Fontana Vecchia". Tuttavia, si tramanda oralmente che essa sia molto antica, forse coeva alla nascita del villaggio o alla successiva edificazione della vicina cappella di Santa Caterina. Di certo, è stata la principale fonte di rifornimento idrico per la popolazione negli anni in cui le abitazioni non erano munite di acqua corrente. La fontana, di pietra locale, ha il curioso aspetto di una casetta, con tanto di porticina che accede ad un ambiente unico, ove è la vasca dell'acqua. Di recente è stata oggetto di restauro.

## Galleria d'immagini

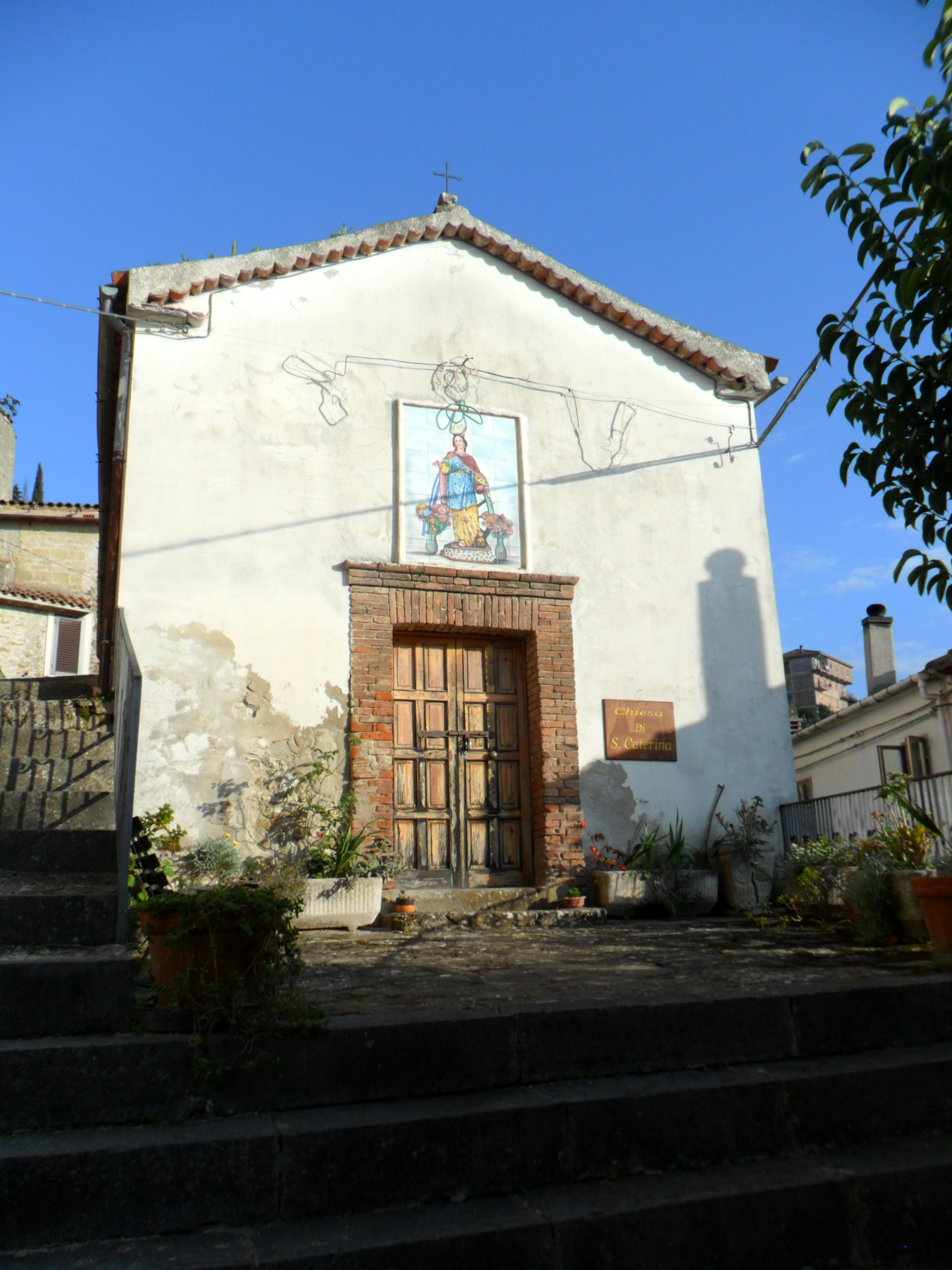
Esterno della cappella dedicata a Santa Caterina
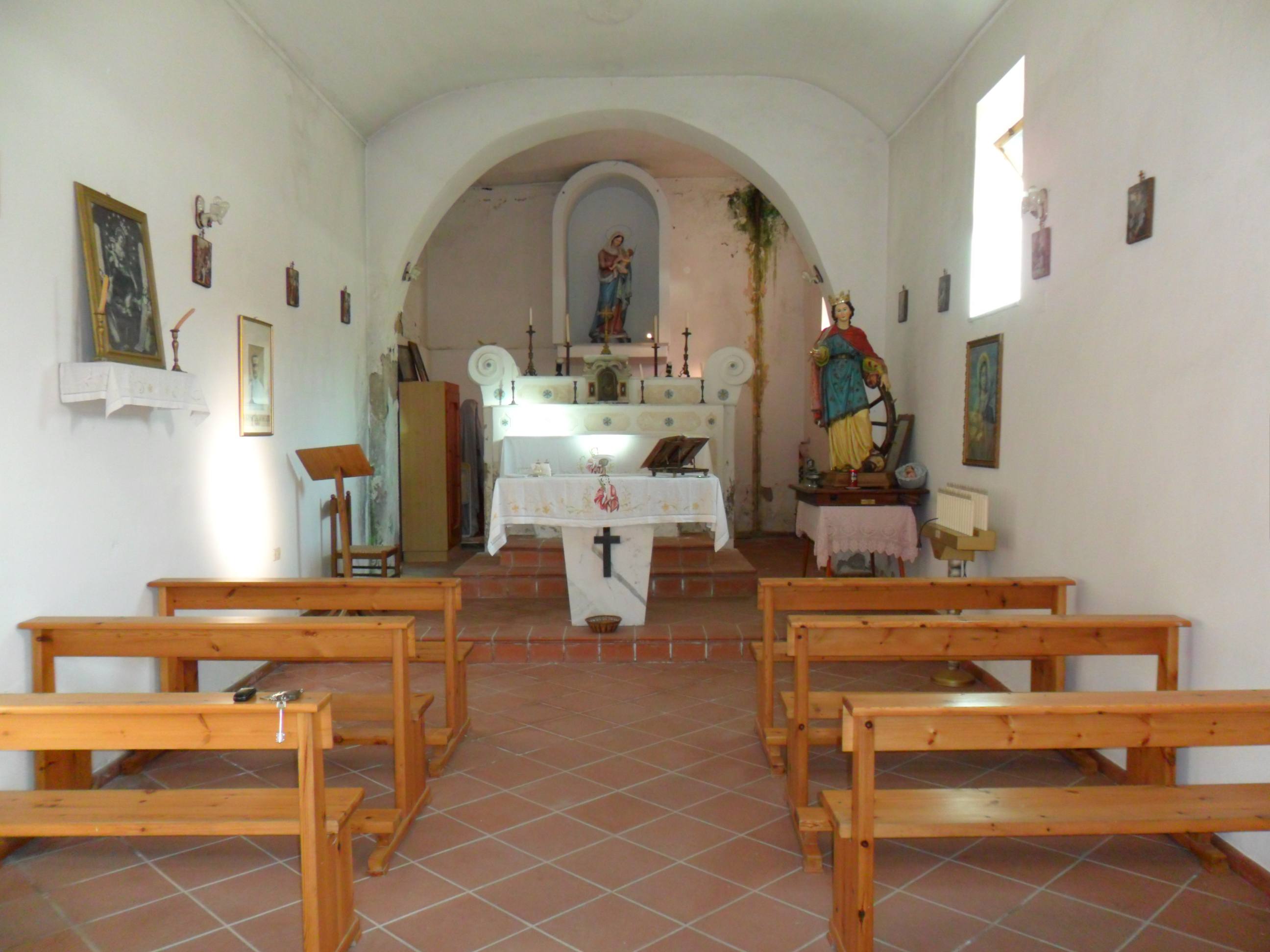
Interno della cappella
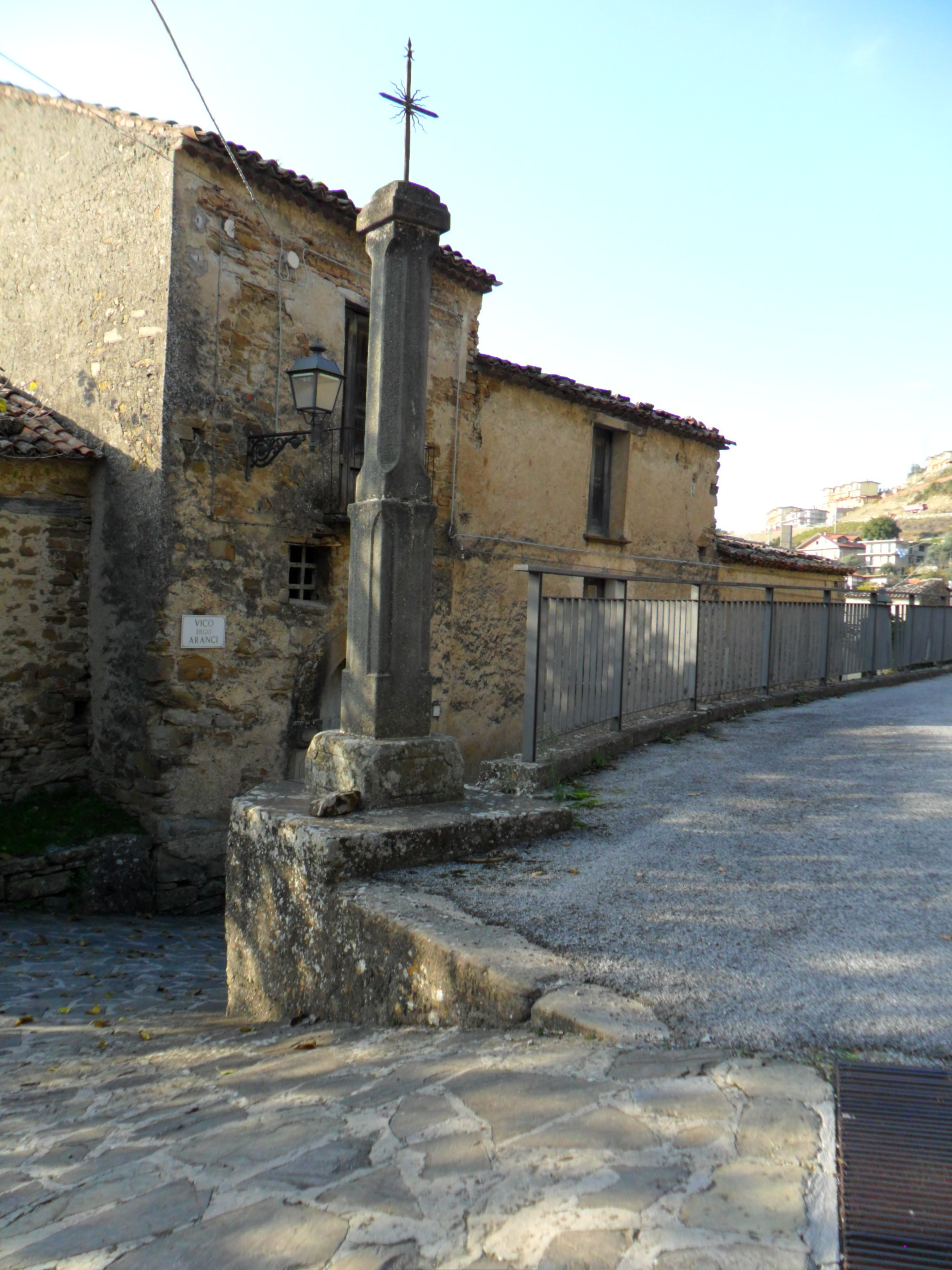
La cosiddetta "Croce" nella piazzetta omonima
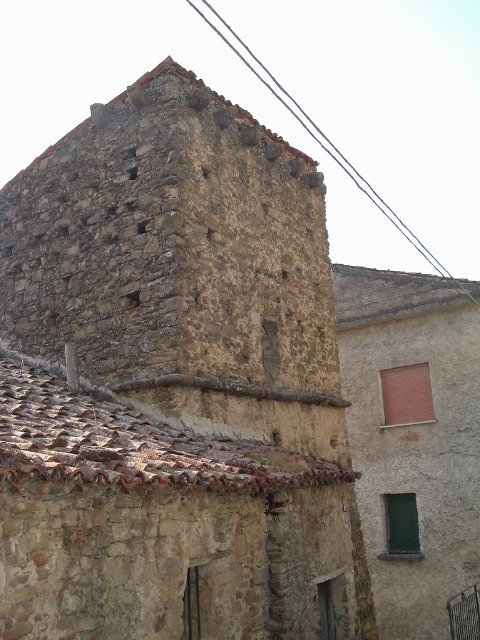
La Torre Volpe prima del restauro
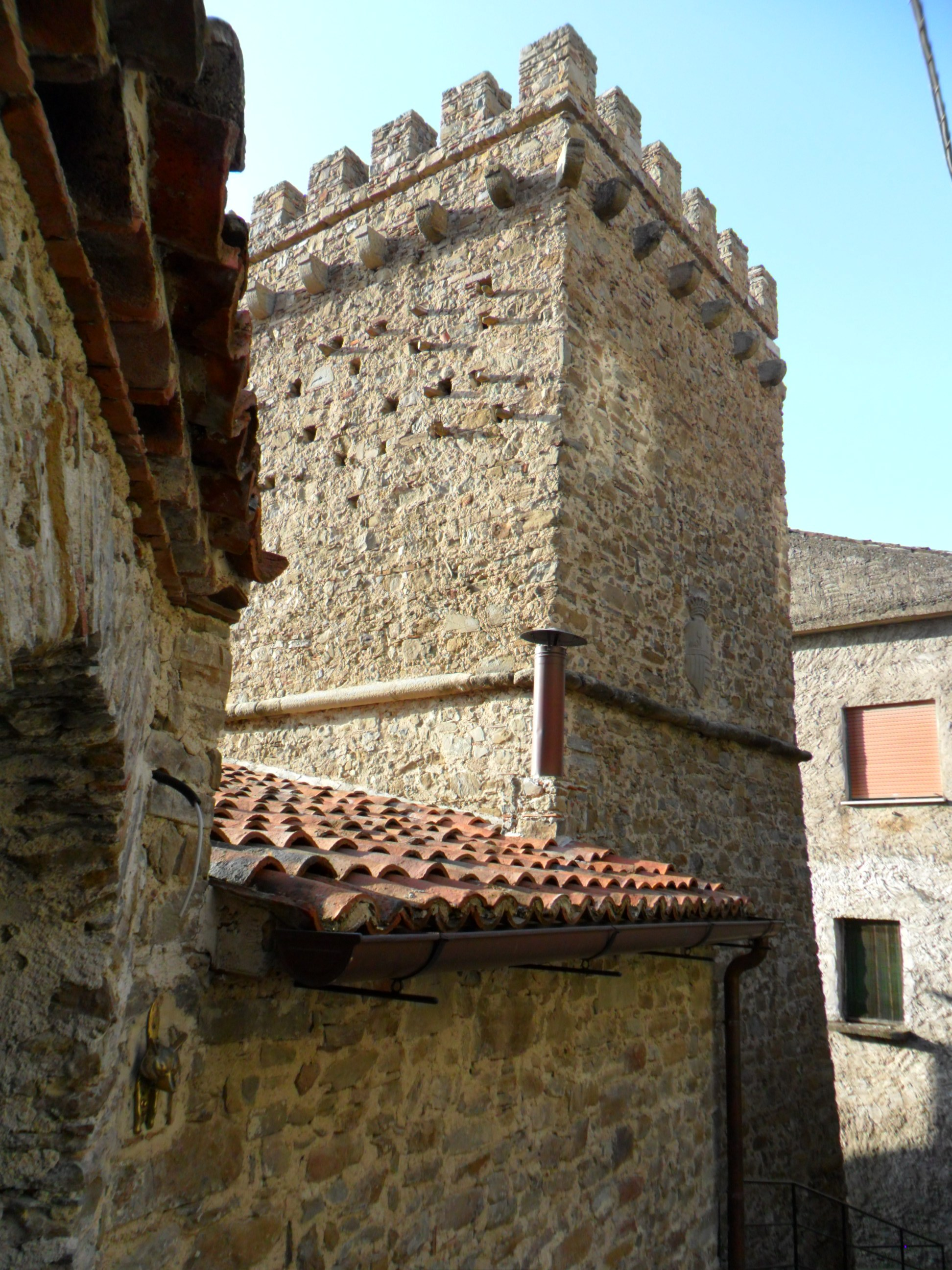
La Torre Volpe ad esito del recente restauro
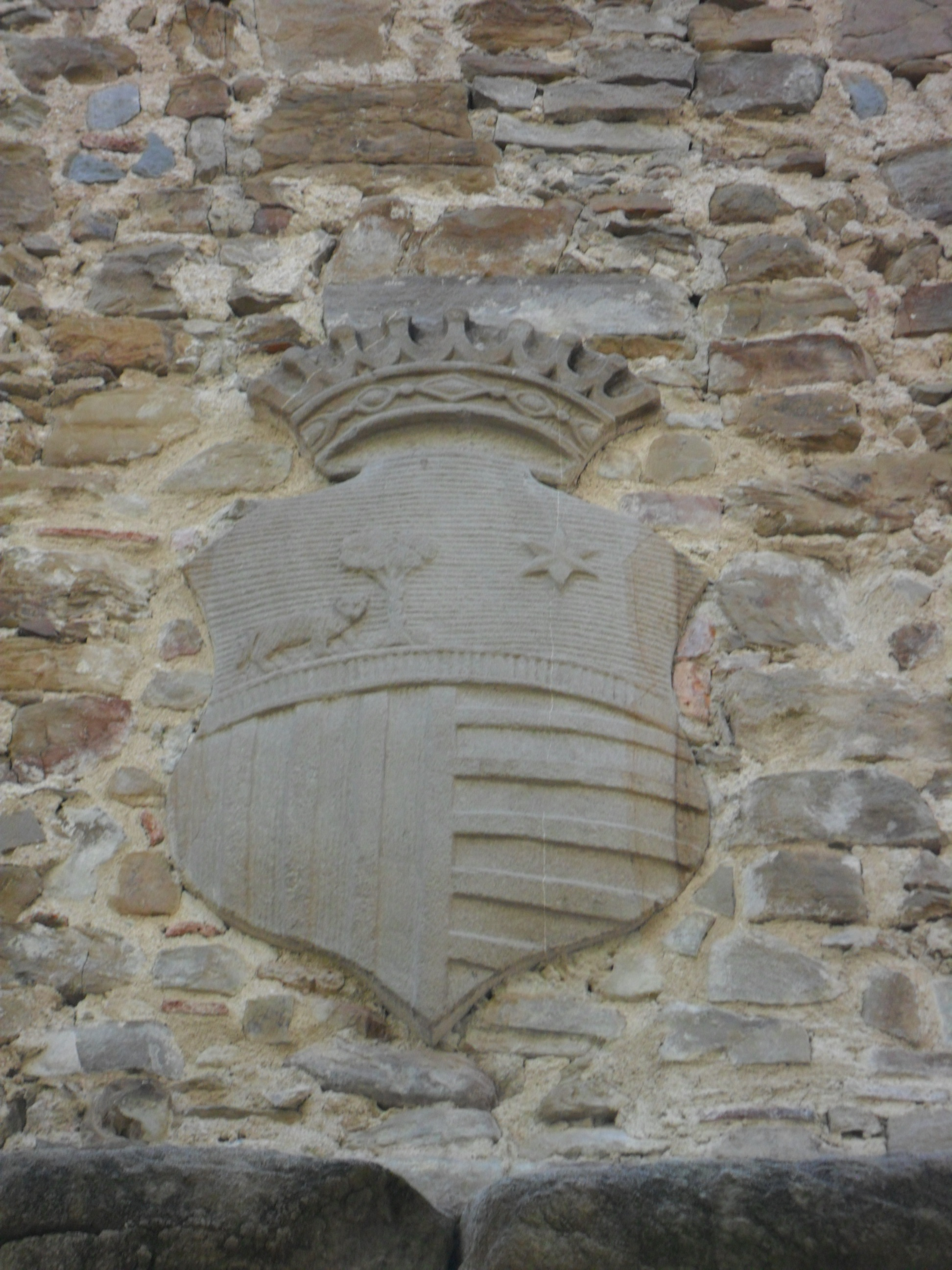
Lo stemma nobiliare sulla facciata della Torre
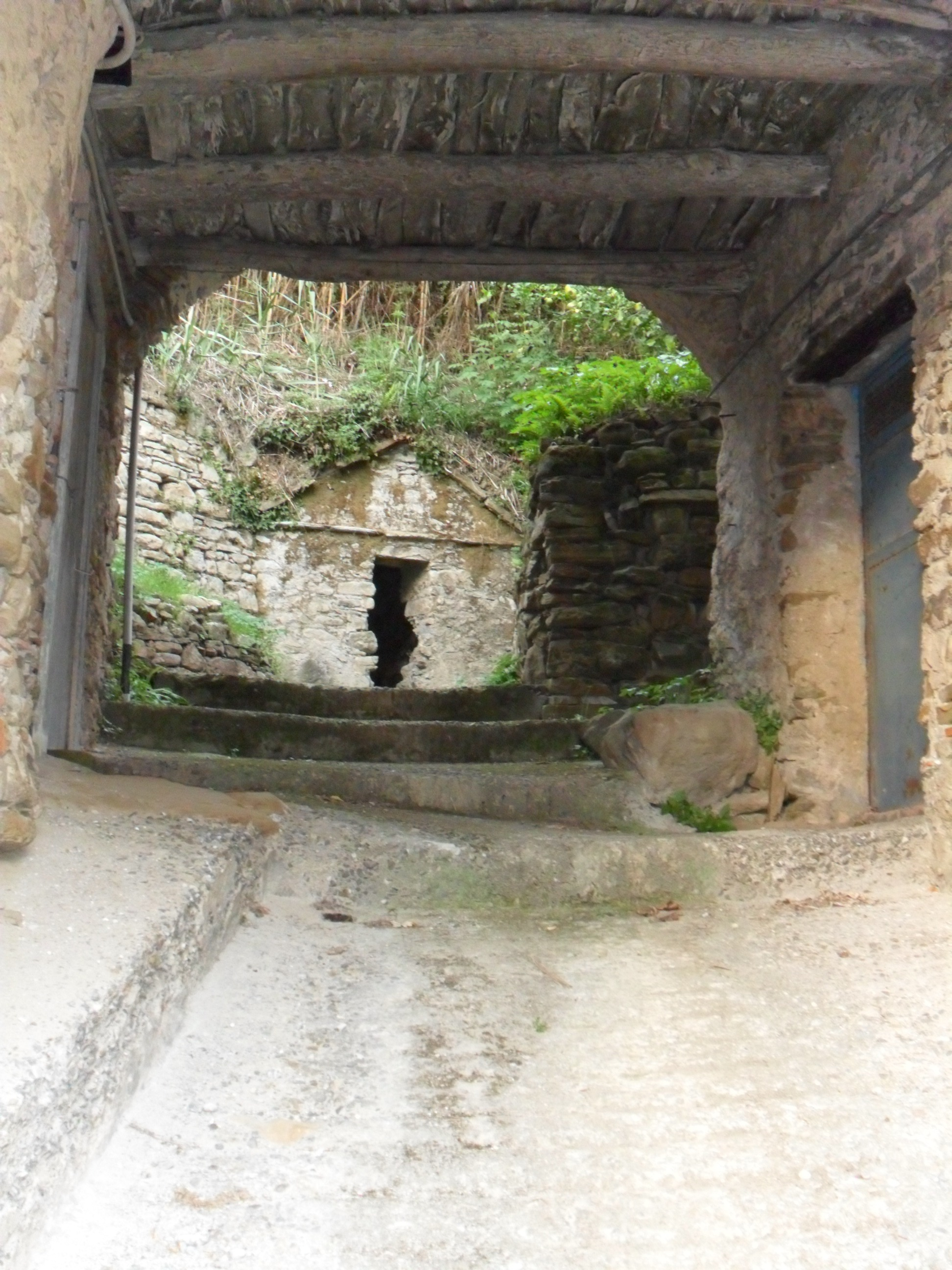
Scorcio con la cosiddetta "Fontana Vecchia"
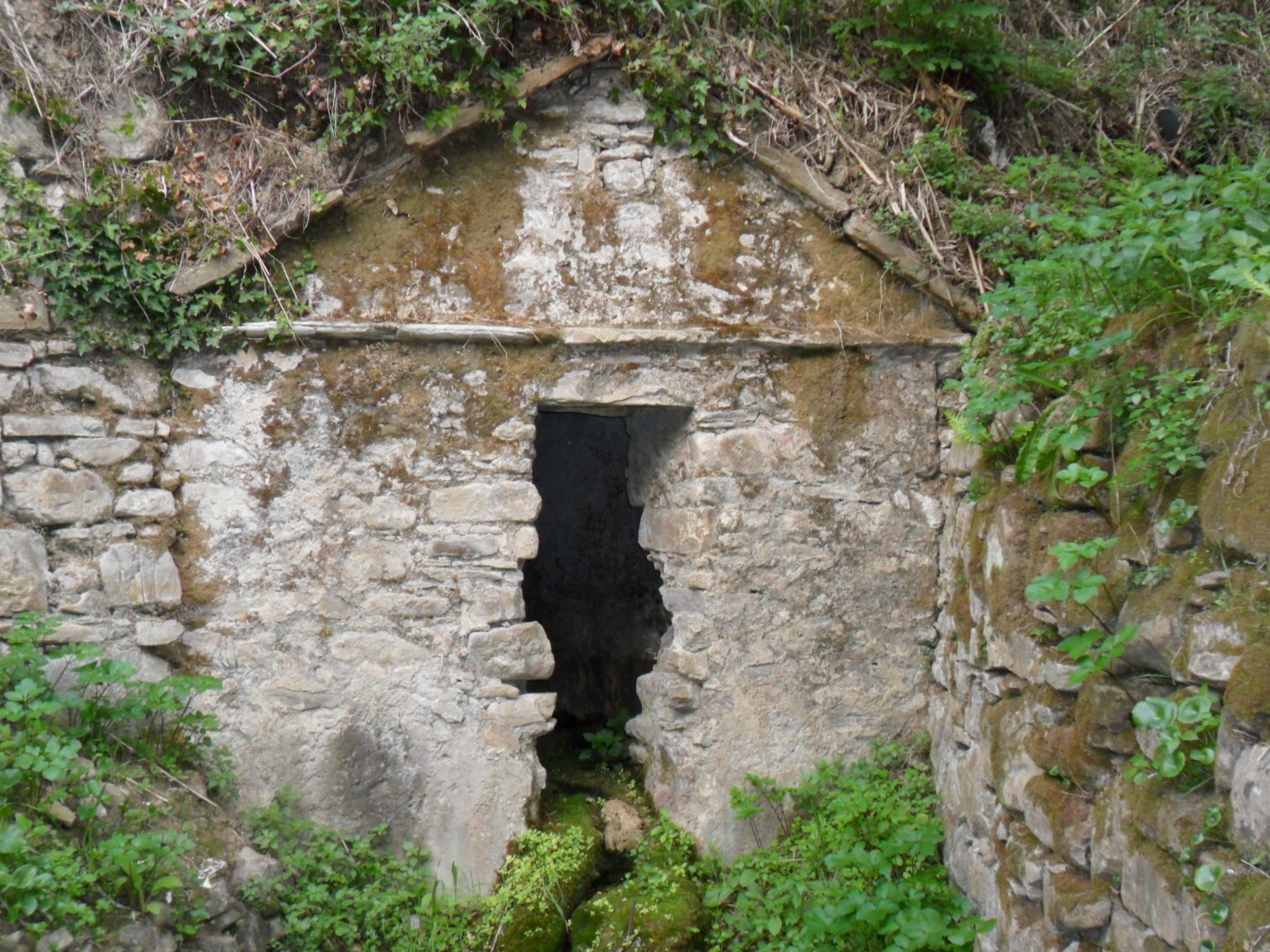
La cosiddetta "Fontana Vecchia" prima del restauro
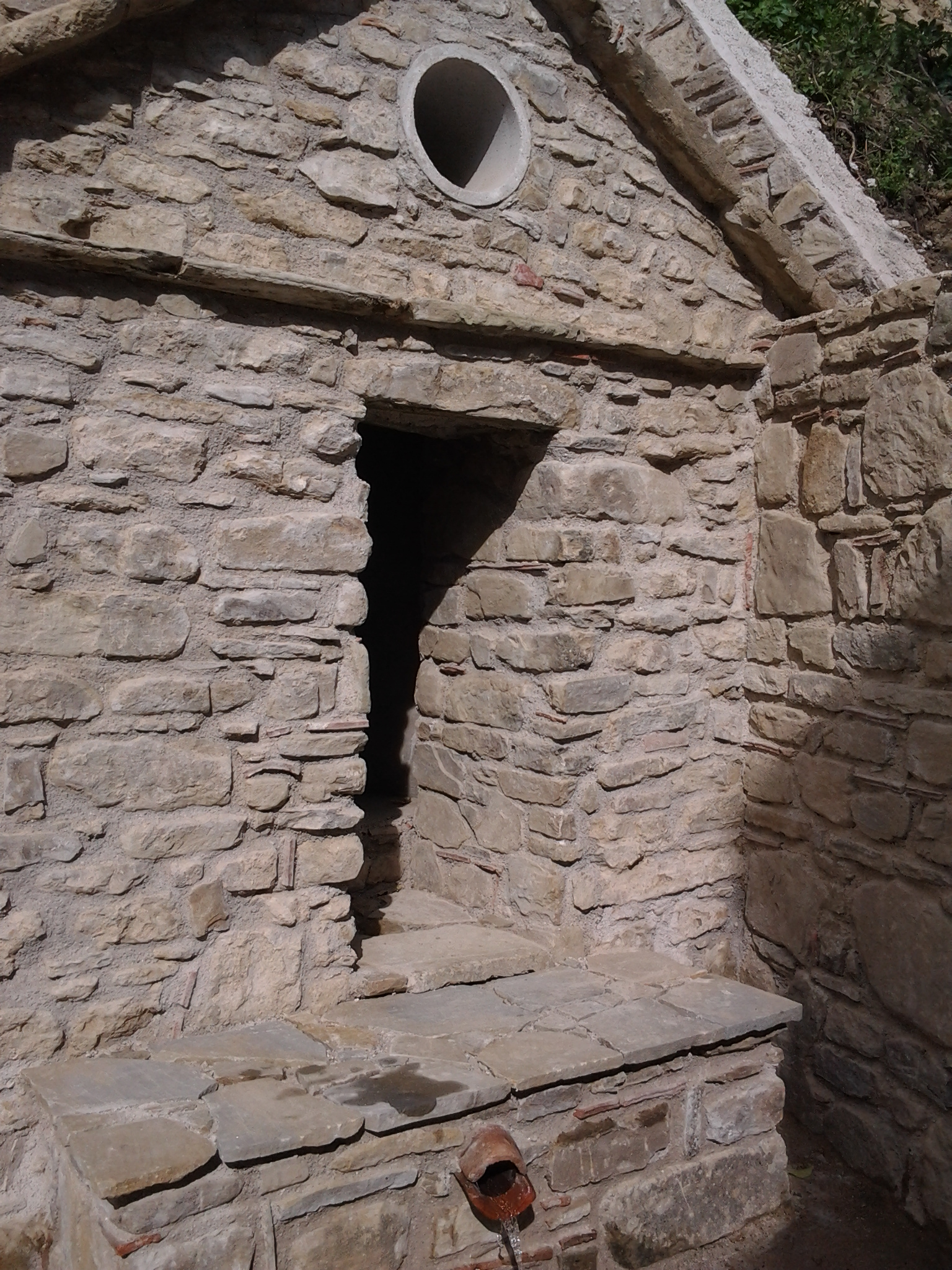
La Fontana ad esito del recente restauro
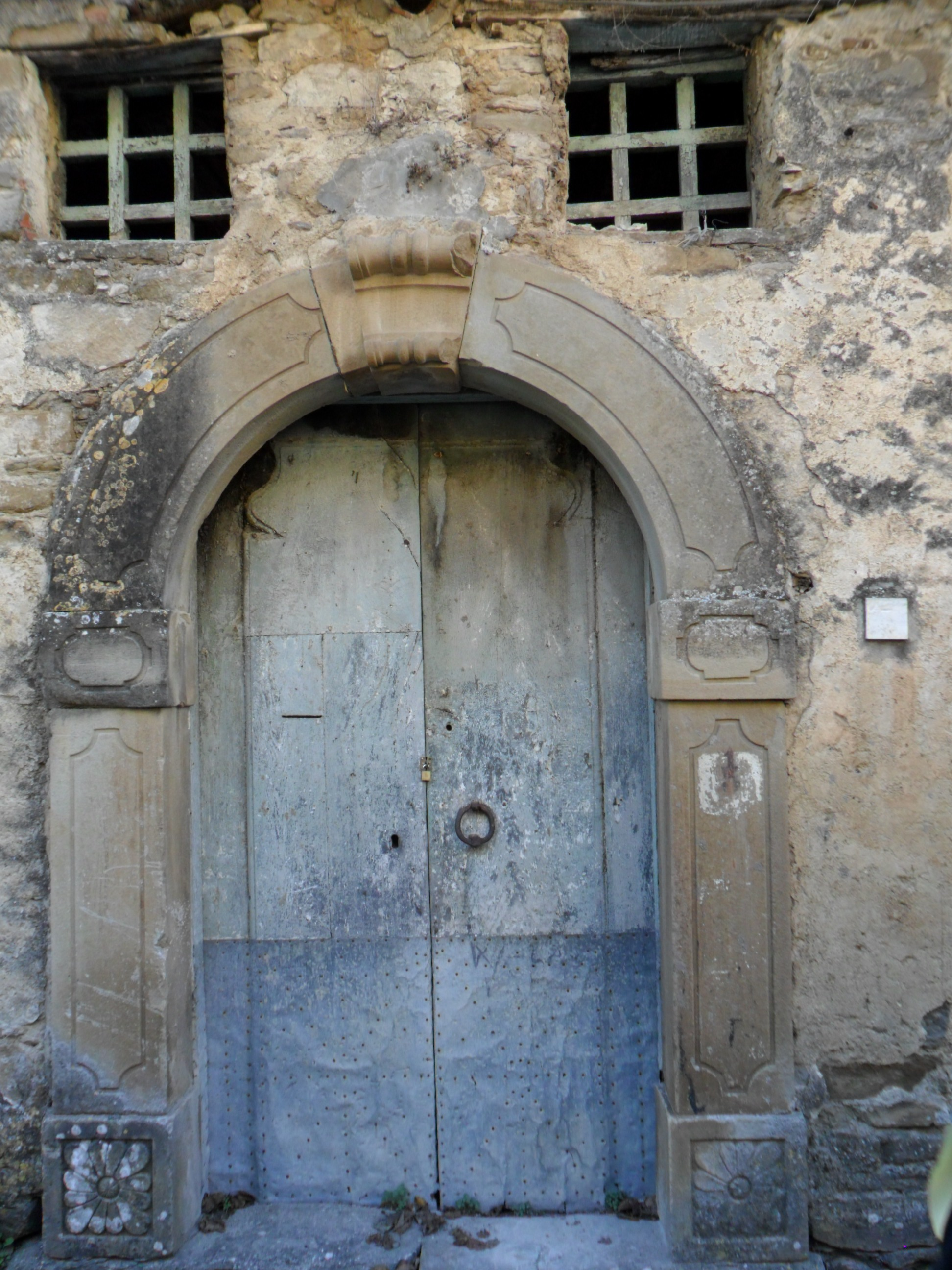
Antico portale in pietra locale con decorazioni